# Rozbitý džbán (Ullmann)
Rozbitý džbán (v němčině Der zerbrochene Krug) je opera o jednom dějství (op. 36) Viktora Ullmanna zkomponovaná pravděpodobně v letech 1941-42 podle stejnojmenného dramatu  německého spisovatele Heinricha von Kleista. Dílo mělo premiéru až 17. května 1996 v Drážďanech v produkci Deutsches Nationaltheather Weimar.

## Charakteristika díla
Dílo je satirou na byrokratičnost a omezenost moci. Původní pětiaktové Kleistovo drama Ullmann zredukoval do formy jednoaktovky s neúměrně dlouhou předehrou. 

## Z inscenační historie na našem území
Zatím jedinou inscenaci této jednoaktové opery uvedl v Praze v roce 1998 rakouský soubor Arbos. Národní divadlo moravskoslezské ovšem avizovalo její uvedení v příští sezóně 2022-23 společně s jinou Ullmannovou operou Císař Atlantidy, a to na přebásněné libreto Jaromíra Nohavici.

## Stručný obsah děje
Opera se odehrává v kanceláři rychtáře Adama. Ten je nakonec usvědčen ze lži a hlavně z toho, že se  noci vkradl do domu selky Marty a při úniku z okna ji rozbil cenný džbán. Opera tak končí ansámblem, v němž se zpívá: „Rychtářem nemá být nikdo, kdo nemá čisté srdce.“ 

## Instrumentace
Dvě flétny (2. též pikola), dva hoboje (2. též anglický roh), dva klarinety, basklarinet, tenorsaxofon, dva fagoty, kontrafagot; tři lesní rohy, dvě trubky, pozoun; tympány, bicí souprava pro tři hráče (triangl, činely,  rolničky, tamburína, malý buben, velký buben s činely, kastaněty, řehtačka, zvonkohra, xylofon); cembalo; tenorové banjo; smyčcové nástroje (12 + 10 houslí, 8 viol, 6 violoncell, 4 kontrabasy).

## Nahrávky
- 1998 (CD 1998 Orfeo C 419 981 A). Zpívají: (Walter) Johann Werner Prein, (Adam) Roland Hermann, (Licht) Thomas Dewald, (Marthe Rull) Michelle Breedt, (Eve) Claudia Barainsky, (Veit Tümpel) Egbert Junghanns, (Ruprecht) Robert Künzli, (1. děvečka) Sabine Sommerfeld, (2. děvečka) Renée Morloc, (sluha) Jörg Gottschalk. Deutsches Symphonieorchester Berlin řídí Gerd Albrecht.